# Actenia achromalis
Actenia achromalis är en fjärilsart som beskrevs av George Francis Hampson 1906. Actenia achromalis ingår i släktet Actenia och familjen mott. Inga underarter finns listade i Catalogue of Life.